# Maze Runner – Die Auserwählten in der Brandwüste
Maze Runner – Die Auserwählten in der Brandwüste (Originaltitel: Maze Runner: The Scorch Trials) ist ein US-amerikanischer Science-Fiction-Film von Wes Ball aus dem Jahr 2015. Das Drehbuch, das auf dem Roman Die Auserwählten – In der Brandwüste von James Dashner basiert, wurde von T. S. Nowlin verfasst. Der Film stellt den zweiten Teil der Die-Auserwählten-Trilogie dar, aus der bereits 2014 der erste Teil, Maze Runner – Die Auserwählten im Labyrinth, erschien. Wie auch im ersten Teil übernahmen Dylan O’Brien, Thomas Brodie-Sangster, Ki Hong Lee, Kaya Scodelario und Patricia Clarkson die Hauptrollen.
Der Film kam am 18. September 2015 in die amerikanischen und am 24. September 2015 in die deutschen Kinos.

## Handlung
Der Film beginnt mit einer Rückblende, in der zu sehen ist, wie Thomas als kleiner Junge von seiner Mutter der Organisation WCKD (Welt-Chaos-Katastrophen-Department) übergeben wird. Die Haupthandlung setzt unmittelbar am Ende des ersten Teils an: Nachdem Thomas und seine Freunde dem Labyrinth entkommen sind, werden sie zu einer Einrichtung gebracht, die von einem Mann namens Janson kontrolliert wird. Er erklärt ihnen, dass sie bei ihm sicher seien, und gibt ihnen Kleidung und Verpflegung. Neben ihnen sind noch viele weitere Jugendliche dort untergebracht, die offenbar ebenfalls aus Labyrinthen entkommen konnten. Sie werden medizinisch im Labor untersucht. Janson fragt Thomas, an welche Dinge aus seiner Zeit bei WCKD er sich noch erinnern könne. Thomas weiß jedoch wenig darüber. Einige der Insassen werden von den anderen abgesondert. Angeblich werden sie von der Station weggebracht, in eine Gegend, in der sie nicht mehr interniert sein müssen. Auch Teresa wird von der Gruppe isoliert. Thomas wird misstrauisch, doch sein Freund Newt beschwichtigt ihn, Teresa könne auf sich selbst aufpassen.
Zusammen mit dem Einzelgänger Aris Jones findet Thomas heraus, dass die Jugendlichen nicht weggebracht wurden, sondern in einem riesigen Labor wie leblos an Schläuchen hängen. Am nächsten Tag werden neuerlich Jugendliche weggebracht. Thomas erregt Aufsehen, indem er versucht hinter den Jugendlichen her zu gehen. Er wird abgefangen und in ein Gerangel mit dem Wachpersonal verwickelt. Dabei gelingt es ihm, die Schlüsselkarte eines der Wächter zu entwenden, die ihm Zugang zu den anderen Abteilungen verschaffen kann. Gemeinsam mit Aris klettert Thomas über die Lüftungsschächte in einen Teil des Gebäudes, von wo aus die beiden sich Zutritt zu dem Labor verschaffen. 
Thomas sieht, dass Ava Paige, Anführerin von WCKD, entgegen Thomas’ Annahme noch am Leben ist und dass Mr. Janson für sie arbeitet. Er belauscht ein Gespräch, in dem sich Paige und Janson über eine Widerstandsorganisation namens „Rechter Arm“ besorgt zeigen. Thomas erfährt aus dem Gespräch, dass alle seine Freunde in den Quartieren betäubt werden sollen, um ihnen dann bestimmte Substanzen zu entnehmen. Er kehrt ins Quartier zurück und überredet seine Freunde Minho, Newt, Pfanne und Winston, sofort aus dem Komplex zu fliehen. Doch Janson ist ihnen mit einigen Männern bereits auf den Fersen. 
Auf dem Weg in die Krankenstation, wo sie Teresa nicht zurücklassen wollen, werden sie entdeckt. Sie verschaffen sich eine Waffe und befreien Teresa. Mit der Waffe bedroht Thomas Janson und seine Männer. Dieser erklärt ihm, dass sie nicht weit kommen würden, denn auf sie warte da draußen die „Brandwüste“. Mit Aris’ Hilfe kann die Gruppe entkommen. Gemeinsam beschließen die Freunde, sich auf die Suche nach der Widerstandsbewegung „Rechter Arm“ zu machen. Sie befinden sich in einer Wüstengegend, in der es nur noch Ruinen gibt. In einem verlassenen und halb zerstörten Einkaufszentrum sucht die Gruppe Unterschlupf. Sie trifft auf Spuren von Menschen, die hier gelebt haben müssen. Minho findet einen Stromgenerator und so können sie das Gebäude beleuchten.
Gerade rechtzeitig nehmen die Freunde wahr, dass sie sich nicht allein hier befinden. Sie stoßen auf die „Cranks“ – Menschen, die durch das Brandvirus zu einer Art von Zombies geworden sind. Nach einer langen Verfolgungsjagd durch die Cranks gelingt allen aus der Gruppe die Flucht ins Freie. Doch Winston wird durch einen der Cranks mit dem Virus infiziert. 
Am nächsten Morgen erkennen sie die Ruinen einer verlassenen Großstadt und müssen feststellen, dass WCKD immer noch nach ihnen sucht. Teresa will Thomas bewegen, wieder zu WCKD zurückzukehren, doch Thomas schlägt diese Idee aus. Winston, dessen Infektion sich stark verschlimmert hat, will von der Gruppe zurückgelassen werden und erschießt sich selbst, um nicht zum Crank zu werden. Der Rest der Gruppe stößt weiter in die Wüste vor, und als die Nacht hereinbricht, schlagen sie ein Lager im Freien auf. Von dort aus sehen sie am Horizont Lichter. Als sie dorthin aufbrechen, zieht ein heftiges Gewitter auf. Minho wird vom Blitz getroffen, überlebt aber. In einem verlassenen Gebäude suchen sie Schutz. Mit Schrecken stellen sie kurz danach fest, dass sich in ihrer Unterkunft zahlreiche angekettete Cranks befinden – „Wachhunde“ einer von einem Mann namens Jorge angeführten Menschengruppe.
Jorge und sein Schützling, die kampferprobte Brenda, erfahren von Thomas, dass die Gruppe sich auf der Suche nach dem „Rechten Arm“ befindet. Jorge findet heraus, dass Thomas und seine Freunde von WCKD markiert worden sind. Die Gruppe um Jorge ist den Neuankömmlingen nicht freundlich gesinnt, sondern will sie gegen Entlohnung an WCKD ausliefern. Jorge aber sieht eine Chance, sich dem „Rechten Arm“ anzuschließen. Jorge und Brenda beschließen, ihre eigene Gruppe zurückzulassen, um sich mit den Jugendlichen auf den Weg in die Berge zu machen. Ein Verräter aus Jorges Gruppe informiert jedoch WCKD. Unter Jansons Leitung wird kurz darauf das Gebäude gestürmt. Auf der Flucht wird die Gruppe getrennt: Während Minho, Newt, Pfanne, Aris und Teresa mit Jorge aus dem Gebäude gelangen, müssen Thomas und Brenda nach einem Kampf gegen Männer von WCKD den Weg über das Stahlgerippe einer eingestürzten Halle nehmen. Von hier aus müssen sie auf dem Weg ins Freie durch ein unterirdisches Kellerlabyrinth. Dabei treffen sie auf eine Gruppe von Cranks, von denen sie verfolgt werden. Bei der Flucht durch Ruinen aus Stahl und Beton kann Thomas nicht verhindern, dass Brenda von einem der Cranks angefallen und infiziert wird. Zusammen können Brenda und Thomas schließlich entkommen und suchen Jorges Verbündeten Marcus, bei dem sie den Rest der Gruppe zu finden hoffen. Von dort aus scheint es möglich, den „Sicheren Hafen“ zu erreichen, einen Ort jenseits der Brandwüste, frei von Ansteckungsgefahr.
In einer Ruinenstadt, die jedoch von Menschen bewohnt ist, finden sie das Hauptquartier von Marcus, dieser scheint jedoch nicht mehr hier zu sein. Dort werden sie zu einer Party eingeladen und müssen am Eingang ein berauschendes Getränk zu sich nehmen. Auf der Party kommen sich Thomas und Brenda näher, bis Thomas sich auf Teresa besinnt und Brenda abweist. Als der Trank zu wirken beginnt, erinnert sich Thomas daran, wie er einst zusammen mit Teresa für WCKD an Experimenten mitgearbeitet hatte. Er versuchte sie von der Unrechtmäßigkeit der Experimente zu überzeugen. Als dies die WCKD-Leute erkannten, wurden die beiden damals getrennt und ohne Erinnerung nacheinander auf die Lichtung innerhalb des Labyrinths geschickt.
Als Jorge mit dem Rest der Gruppe, darunter Teresa, auftaucht, wird klar, dass der Mann, der Thomas und Brenda das Getränk angeboten hat, kein anderer als Marcus selbst ist. Dieser wollte die beiden an WCKD verkaufen. Jorge verhört Marcus und zwingt ihn, das Versteck des „Rechten Arms“ preiszugeben. Mit Marcus Auto gelangen sie zu der nahegelegenen Bergkette, wo der „Rechte Arm“ einen Vorposten errichtet hat. 
Dort werden sie von zwei bewaffneten Mädchen gestellt, die ebenfalls einmal in einem Labyrinth gelebt haben. Sie erkennen Aris wieder, der damals in ihrem Camp untergebracht war. Die Mädchen bringen die Gruppe zu ihrem Anführer Vince. Als Brendas Gesundheitszustand sich aufgrund der Infektion rapide verschlechtert und Vince droht, sie zu erschießen, stellt sich Thomas ihm entgegen und erhält Unterstützung von Mary Cooper, einer Ärztin, die einst für WCKD gearbeitet, sich nach ethischen Differenzen mit Ava Paige jedoch dem Widerstand angeschlossen hat. Die Ärztin erklärt, dass Thomas ihr zu seinen Zeiten bei WCKD Informationen gegeben habe, die grundlegend für den Aufbau der Widerstandsorganisation gewesen seien. Vince erlaubt der Ärztin, Brenda zu behandeln. Mary Cooper erklärt Thomas, dass das heilende Enzym nur aus dem Körper eines Immunen gewonnen werden könne. Thomas erklärt sich bereit, Blut für Brenda zu spenden. Das Blut kann aber die Ausbreitung des Virus nur verlangsamen. Dr. Cooper informiert Thomas darüber, dass Brenda aus diesem Grund die Gruppe auf ihrem weiteren Weg in den „Sicheren Hafen“ nicht begleiten darf. Brenda erzählt Thomas von ihrem Bruder namens George.
Teresa, deren Erinnerung durch die Behandlung in der Krankenstation von WCKD langsam zurückkehrt, besinnt sich auf ihr früheres Leben und an den Tod ihrer Mutter, die ebenfalls infiziert worden war. Den Satz „WCKD ist gut“ hat sie verinnerlicht. Sie ist überzeugt davon, dass die Vorgehensweise der Organisation das einzig Richtige sei, um die Ausbreitung des Brandvirus einzudämmen und so vielen Menschen wie möglich zu helfen. Teresa hat heimlich WCKD verständigt. Janson taucht daraufhin überraschend mit einer Kampftruppe in den Bergen auf und greift das Lager des „Rechten Arms“ an. Vinces Gruppe scheint verloren. Thomas und die Anderen nehmen den Kampf auf. Brenda und Jorge können fliehen, Thomas jedoch beschließt, sich WCKD zu stellen und die anderen Mitglieder der Gruppe, die von WCKD gefangen genommen wurden, nicht im Stich zu lassen.
Schließlich landet auch Ava Paige mit einem Hubschrauber im Lager. Es kommt zu einer direkten Konfrontation zwischen ihr und Mary Cooper, bei der Janson die Ärztin erschießt. Thomas will den Abtransport seiner Freunde verhindern. Mit der unerwarteten Hilfe von Jorge und Brenda, die plötzlich in einem Militärtransporter auftauchen, kann die Gruppe die Kräfteverhältnisse wieder ändern. Thomas ist entschlossen, nicht mehr in die Hände von WCKD zu fallen. Als Janson Thomas töten will, rettet ihn Brenda und verletzt dabei Janson. Er und Ava Paige müssen sich zurückziehen und Teresa schließt sich ihnen freiwillig an. Minho wird gefangen genommen und in einen Hubschrauber gezerrt.
Nach dem Abzug der WCKD-Einheiten will sich Vince mit den übrigen Mitgliedern der Gruppe tiefer in die Berge zurückziehen, um den „Rechten Arm“ wieder aufzubauen. Doch Thomas ist entschlossen, den letzten Schlag gegen WCKD zu führen und Ava Paige zu töten. Newt versucht Thomas von diesem Plan abzubringen, doch dieser überzeugt ihn und die verbliebenen Gruppenmitglieder, zusammen mit Vince und dessen restlichen Truppen zur Befreiung Minhos loszuziehen.

## Hintergrund
Bei der San Diego Comic Con im Juli 2014 teilte Regisseur Wes Ball mit, dass die Dreharbeiten zum zweiten Teil der Filmtrilogie im Herbst 2014 beginnen würden, vorausgesetzt der erste Teil werde ein Erfolg. Der Startschuss für die Fortsetzung wurde jedoch bereits zwei Wochen vor der Premiere des ersten Teils gegeben, da der Film bei den Previews überzeugen konnte.
Die Dreharbeiten begannen schließlich am 27. Oktober 2014 in und um Albuquerque in New Mexico und wurden nach 94 Tagen am 27. Januar 2015 beendet.
Der Soundtrack zum Film, komponiert von John Paesano, wurde am 11. September 2015 veröffentlicht.
Die zombieartigen Cranks wurden von dem luxemburgischen Künstler Ken Barthelmey entworfen.
Der Film wurde von 20th Century Fox für die deutschen Kinos um einige Szenen gekürzt, um eine Freigabe ab 12 zu erhalten. Es wurde mehr als 1 Minute herausgeschnitten. Als der Film für den Heimkinomarkt auf Ansuchen von Fox erneut von der FSK geprüft wurde, erhielt die ungekürzte Fassung diesmal eine Freigabe ab 12 und wurde ohne Herausnahme der Szenen veröffentlicht.

## Unterschiede zur Buchvorlage
Im Vergleich zum Vorgängerfilm, der sich noch merklich an seiner Buchvorlage orientierte, weicht die Verfilmung von Die Auserwählten in der Brandwüste deutlich stärker von ihrem literarischen Gegenstück ab. Lediglich die groben Grundzüge der Storyline wurden in die Verfilmung übernommen:
- Im Buch sind die überlebenden Lichter zu Beginn von den vorgeblichen Rebellen in einem nicht näher beschriebenen Gebäudekomplex untergebracht worden. Hier werden die Jugendlichen innerhalb von mehreren Tagen einigen (von WCKD inszenierten) bizarren Situationen ausgesetzt, ehe sie auf einen Mitarbeiter von WCKD (Janson) treffen, der ihnen eröffnet, dass sie allesamt mit „Dem Brand“ infiziert seien und sie dazu auffordert, innerhalb von zwei Wochen die Brandwüste zu durchqueren und einen Ort namens „Sicheren Hafen“ zu erreichen, wo ein Heilmittel gegen die Krankheit auf sie warte. Im Film verläuft dieser Auftakt merklich anders. Dort werden die Jugendlichen zunächst in eine hochmoderne Forschungseinrichtung gebracht und verschiedenen Befragungen und Tests unterzogen. Als Thomas entdeckt, dass es sich bei ihren vermeintlichen Rettern nicht um Rebellen, sondern um WCKD selbst handelt, fliehen die Jugendlichen aus der Einrichtung in die Brandwüste, um ihren Peinigern zu entkommen.
- Im Film ist Teresa die ganze Zeit über als Mitglied von Gruppe A anwesend, während sie in der Buchvorlage zu Beginn von den Jungen getrennt wird und erst im letzten Viertel als Anführerin der sogenannten Gruppe B (einer Mädchengruppe) wieder auftaucht.
- Die längere Verfolgungsjagd zwischen den Jugendlichen und der Horde Cranks nach ihrem Erreichen der Außenwelt kommt im Buch in der Form nicht vor. Stattdessen müssen sie in der Vorlage zunächst einen dunklen Tunnelgang durchqueren, in welchem sie von seltsamen und tödlichen Massen lebendig wirkenden Flüssigmetalls angegriffen werden.
- Der „Wettlauf“ der Jungengruppe A gegen die Mädchengruppe B mit dem Ziel, den „Sicheren Hafen“ zuerst zu erreichen, findet in der Verfilmung nicht statt, da es sich in ebendieser zunächst um eine reine Flucht ohne Ziel der Jungengruppe handelt. Die Mädchen der Gruppe B wurden im Film zu Mitgliedern der Rebellengruppe „Rechter Arm“ umfunktioniert und erfüllen dort einen anderen Part.
- Die drei Cranks Blondie, Ponytail und Tall and Ugly, welche Thomas und Brenda im Buch auf die Crank-Party entführen und unter Drogen setzen, kommen im Film nicht vor. Stattdessen wurden jene drei Figuren dort gewissermaßen in dem Filmcharakter Marcus vereinigt, welcher seinerseits in der Buchvorlage nicht auftaucht. Anders als im Buch wird Thomas in der Verfilmung auch nicht angeschossen.
- Im Buch locken Teresa und Aris Thomas in eine Falle und sperren ihn im Auftrag von WCKD zunächst (zum Schein) in eine Art Gaskammer ein. Dies geschieht in der Verfilmung nicht. Vielmehr besteht dort der Verrat Teresas darin, dass sie gegen Filmende die Truppen von WCKD auf die Spur der Jugendlichen und des „Rechten Arms“ lockt. Des Weiteren hat Teresa im Film keinerlei vormalige Verbindung zu Aris.
- Die Versuche von WCKD in der Mitte und gegen Ende des Films, die entflohenen Jugendlichen wieder einzufangen, kommen in der Buchvorlage nicht vor, da die Storyline in ebendieser von Anfang an andere Verläufe aufweist. Stattdessen werden sie in der Vorlage nach dem Erreichen des vermeintlichen „Sicheren Hafens“ erneut einem tödlichen Test von WCKD unterzogen, in welchem sie gegen (scheinbar künstlich herangezüchtete) monsterartige Kreaturen kämpfen müssen, deren Körper mit glühbirnenähnlichen Auswüchsen überzogen sind.
- Der Rebellenführer Vince sowie dessen Gruppe namens „Rechter Arm“ kommen in der Buchvorlage noch nicht vor. Stattdessen tauchen sie erst im dritten Buch der Reihe auf. Ebenso hat die führende WCKD-Wissenschaftlerin Ava Paige in der Buchvorlage keinen direkten Auftritt, im Gegensatz zum Film, wo sie gegen Ende im Lager der Rebellen persönlich in Erscheinung tritt.
- Der Charakter Winston begeht im Film Selbstmord, nachdem er mit dem Virus infiziert worden ist. Im Buch stirbt er dagegen bei einem der tödlichen Gewitter, als er von einem Blitz getroffen wird.
- Die abtrünnige Wissenschaftlerin Mary Cooper, die einst für WCKD arbeitete, kommt in der Buchvorlage ebenfalls nicht vor, sondern wurde für die Verfilmung neu konzipiert.
- Während die Gruppe um Thomas sich im Film zum Schluss dem „Rechten Arm“ anschließt, geraten sie in der Buchvorlage am Ende allesamt erneut in die Hände von WCKD. Der Roman endet damit, dass Thomas von der restlichen Gruppe getrennt und in eine isolierte Einzelzelle gesperrt wird. In der Verfilmung gerät Minho als Einziger zum Schluss in die Fänge der Organisation.
- Die Umweltbedingungen der geschädigten Außenwelt werden im Buch deutlich härter und menschenfeindlicher beschrieben, als sie in der Verfilmung dargestellt werden. Während in der Vorlage die Hitzeeinwirkung der Sonnenstrahlen binnen kurzer Zeit Verbrennungen zweiten Grades hervorrufen kann und die Jugendlichen ihre Körper mit Bettlaken und anderen Mitteln schützen müssen, scheint es sich im Film um ein halbwegs normales Wüstenklima zu handeln.

## Rezension
Der Film erhielt wie schon der erste Teil gemischte Kritiken, diesmal aber mit deutlich negativer Tendenz. So hält er bei Rotten Tomatoes eine Durchschnittswertung von 48 %, basierend auf 129 professionellen Kritiken. Bei Metacritic liegt die Durchschnittswertung bei 43 %, basierend auf 29 Kritiken. Ein Großteil der Kritiken betrachtet den zweiten Teil als deutlich schwächer als den ersten.
John Williams kam in der New York Times zu dem Schluss, dass The Scorch Trials „dem nicht tot zu kriegenden dystopischen Genre“ nichts Neues hinzufügen könne, aber zumindest „weniger schwerfällig als der Vorgänger“ sei. Die „vielen Verfolgungsjagden und aberwitzigen, knappen Fluchten“ setzten „ordentliche Mengen Adrenalin“ frei. In USA Today urteilte Brian Truitt, dass ein „völlig klischeehaftes Szenario“ hier absolut funktioniere und der Film für das „große Publikum“ eine „zufriedenstellende, Teenager-freundliche Kombination von Rebellion, Politik, Wissenschaft und sehr viel Gerenne“ biete. Das Beste am ganzen Franchise sei die Dreiergruppe aus O’Brien, Brodie-Sangster und Lee, wobei Ersterer beweise, „einer der interessanteren Vertreter von Hollywoods jungen Männern“ zu sein; die beste Hinzufügung in Teil 2 sei dagegen Giancarlo Esposito. Dass der Zuschauer über die geographische Lage der Brandwüste im Unklaren gelassen werde, sei nur „ein kleiner Mangel“, und die „Action, die Spannung und die überraschenden Wendungen des Films“ seien für „Filmfans jeden Alters“ geeignet.
Michael Ranze schrieb im Filmdienst von einer „düstere[n] Dystopie, die ‚Quiet Earth‘ … mit ‚The Road‘ …, ‚Planet der Affen‘ … mit ‚Die Nacht der lebenden Toten‘“ verbinde. Die „stilistische Geschlossenheit von Teil Eins“ wandle sich „zu einem Sammelsurium von Genres, das von der Endzeit-Dystopie bis zum Kriegsfilm, vom Horror bis zum Western, von Science Fiction bis zum Actionfilm“ reiche. Ranze bemängelte, dass dabei „nicht nur die Griffigkeit der Charaktere verloren“ gehe, „sondern auch die Dichte der einzelnen Handlungselemente, die sich disparat aneinanderreihen“; vieles gerate „zu beliebig und zu unverbindlich“ und auch der „abschließende Showdown“ gebe „noch einmal ordentlich an mit Schauwerten“, wirke aber „überladen und pompös“. Martin Schwickert attestierte dem Film in epd Film die „typischen Mittelteilschwächen“. Ohne „narrative Sinnproduktion“ würden die Hauptfiguren im „gefühlten Viertelstundenrhythmus … von einer Location zur nächsten gehetzt“, und während Schwickert zugab, dass „Produktionsdesigner und Pixelmeister … gute Arbeit geleistet“ hätten, bemängelte er die „fehlenden schauspielerischen Bindungskräfte von Hauptdarsteller Dylan O’Brien und seinen jungen Kollegen“.
Im Hollywood Reporter befand Justin Lowe, dass den Scorch Trials die „Originalität und Dringlichkeit“ des Vorgängers fehle und er stattdessen mit „gar zu bekannten Charakterisierungen“ und einem „zögerlichen Tempo“ ausgestattet sei. Er bemängelte die immer größere Abweichung von der Buchvorlage zugunsten eines „Action-Abenteuer-Formats, das wohl nicht denselben Grad an breiter Anerkennung finden“ werde. Der Versuch, „Lücken in der Handlung“ zu schließen, die im ersten Teil gerade erst für den charakteristischen „Schleier des Geheimnisses“ gesorgt habe, schade dem Film ironischerweise eher, als ihm zu helfen. Des Weiteren kritisierte Lowe Drehbuchautor Nowlin, die Hintergrundgeschichte nicht überzeugend genug darzulegen. Diese „fehlende Genauigkeit“ lenke zwar ab, überdecke aber den Plot nicht, der „im Wesentlichen aus einer zusammenhängenden Reihe von Verfolgungsjagden“ bestehe. Das veränderte Umfeld der Hauptfiguren wirke im Vergleich mit dem ersten Teil eher harmlos und nehme dem Ganzen an Spannung, wobei versäumt werde, „schrittweise die Einsätze zu erhöhen“. Hauptdarsteller O’Brien beschied Lowe einen Grad an „unbeirrtem Gleichmut“, der sich seit dem ersten Film „kaum entwickelt“ habe und „mehr auf das Zurückhalten als das Zeigen von Gefühlen“ setze. Die „stählerne“ Ava Paige Clarksons zeige einen „völlig unpersönlichen“, fast „theoretischen“ Antagonismus. Regisseur Wes Ball bediene sich bei „Drama, Thriller und Horrorgenre“ und versuche, das Engagement durch „unterschiedliche Kombinationen von Bedrohungen und markante stilistische Behandlung“ für jeden Schauplatz aufrechtzuerhalten; während so „visuelle Vielfalt“ hinzugefügt werde, sei die Technik „unzusammenhängend“ und sorge für einen episodischen Charakter, der „nur sporadisch Triebkraft“ entwickle. Dorrances „beeindruckendes Szenenbild“ werde ein wenig durch die „teilweise inkonsistenten visuellen Effekte“ beeinträchtigt.

## Fortsetzung
Im März 2015 wurde bestätigt, dass sich eine Filmadaption des Romans Die Auserwählten – In der Todeszone, des dritten und letzten Bandes der Die-Auserwählten-Trilogie, im Anfangsstadium befinde. T. S. Nowlin und Wes Ball behalten beide ihre Rolle als Drehbuchautor bzw. Regisseur auch im dritten Teil der Filmreihe. Die Veröffentlichung des Films erfolgte in Deutschland am 1. Februar 2018.